# 902
Cette page concerne l'année 902  du calendrier julien.  Pour le nombre 902, voir 902 (nombre).
L'année 902 est une année commune qui commence un vendredi.

## Événements

### Asie
- En Chine, création autour de Nankin du royaume Wu (902-937), puis Nan Tang (937-975)[1].
- La dynastie qui règne sur le royaume de Nanzhao est renversée. Trois dynasties se succèdent jusqu'à l'instauration du royaume de Dali en 937[2].

### Proche-Orient
- 6 avril : début du règne de Al-Muktafi, calife abbasside (fin en 908)[3].
- 20 avril : Amr ibn Layth, gouverneur saffaride du Khorasan, est exécuté par le calife à Bagdad[3].

- Les Qarmates attaquent la Syrie. Ils battent les Tulunides à Raqqa, puis mettent le siège devant Damas et ravagent Homs, Alep, Hama, Baalbek, Ma'arrat al-Numan et Salamiya[4].

### Europe
- Mai : l'émir aghlabide de Tunis Ibrahim II débarque à Trapani en Sicile[5].
- Mai - juin : Louis III l'Aveugle quitte l'Italie pour la Provence. Bérenger de Frioul en profite pour revenir en Italie ; avant le 17 juillet, il contrôle Pavie[6].
- 1er août : Les Aghlabides s'emparent de Taormine et achèvent ainsi leur conquête de la Sicile[5].
- 3 septembre : Ibrahim II passe le détroit de Messine et débarque en Calabre[5].
- 1er octobre : Ibrahim II met le siège devant Cosenza ; il meurt le 23 octobre et son armée se retire[5].
- Automne : Conrad l'Ancien écrase la famille Babenberg en Franconie[7].
- 6 novembre : Baudouin II de Flandre fait assassiner Herbert de Vermandois pour venger la mort de son frère Raoul[8].
- 13 décembre : Æthelwold, allié aux Danois d’Est-Anglie, est battu et tué par Édouard l'Ancien à la bataille du Holme[9].

- Occupation des Baléares par l'émirat de Cordoue[10].
- En Irlande, Cerball, roi de Leinster, prend Dublin aux Norvégiens[11]. Les Irlandais la conservent jusqu’en 919[12].
- Les Hongrois attaquent la principauté morave des fils du roi Svatopluk[13].
- Expédition d'Himérius contre la Crète musulmane. 700 mercenaires varègues y participent pour le compte de Byzance[14].
- Ebles Manzer devient comte de Poitiers[15].